# 10 000 mètres masculin aux Jeux olympiques d'été de 1956
Navigation
Helsinki 1952 Rome 1960
Le 10 000 mètres masculin des Jeux olympiques d'été de 1956 s'est déroulé le vendredi 23 novembre 1956 à Melbourne ; 25 athlètes y ont participé.

## Records
| Record du monde  | 28 min 30 s 4 | Volodymyr Kuts | Union soviétique | 11 novembre 1956 | Moscou   |
| Record olympique | 29 min 17 s 0 | Emil Zátopek   | Tchécoslovaquie  | Juillet 1952     | Helsinki |

## Résultats
| Place              | Athlète               | Pays                       | Temps         |
| ------------------ | --------------------- | -------------------------- | ------------- |
| Médaille d'or      | Volodymyr Kuts        | Union soviétique           | 28 min 45 s 6 |
| Médaille d'argent  | József Kovács         | Hongrie                    | 28 min 52 s 4 |
| Médaille de bronze | Allan Lawrence        | Australie                  | 28 min 53 s 6 |
| 4e                 | Zdzisław Krzyszkowiak | Pologne                    | 29 min 05 s 0 |
| 5e                 | Kenneth Norris        | Australie                  | 29 min 21 s 6 |
| 6e                 | Ivan Chernyavskiy     | Union soviétique           | 29 min 31 s 6 |
| 7e                 | David Power           | Australie                  | 29 min 49 s 6 |
| 8e                 | Gordon Pirie          | Grande-Bretagne            | 30 min 00 s 6 |
| 9e                 | Herbert Schade        | Équipe unifiée d'Allemagne | 30 min 00 s 6 |
| 10e                | Frank Sando           | Grande-Bretagne            | 30 min 00 s 6 |
| 11e                | Pavel Kantorek        | Tchécoslovaquie            | 30 min 00 s 6 |
| 12e                | Alain Mimoun          | France                     | 30 min 18 s 0 |
| 13e                | Walter Konrad         | Équipe unifiée d'Allemagne | Inconnu       |
| 14.                | Frans Herman          | Belgique                   | Inconnu       |
| 15e                | Thyge Togersen        | Danemark                   | Inconnu       |
| 16e                | Pyotr Bolotnikov      | Union soviétique           | Inconnu       |
| 17e                | Klaus Porbadnik       | Équipe unifiée d'Allemagne | Inconnu       |
| 18e                | Gordon McKenzie       | États-Unis                 | Inconnu       |
| 19e                | Rune Ahlund           | Suède                      | Inconnu       |
| 20e                | Dave Stephens         | Australie                  | Inconnu       |
| 21e                | Richard Hart          | États-Unis                 | Inconnu       |
| 22e                | Ilmari Taipale        | Finlande                   | Inconnu       |
| 23e                | Douglas Kyle          | Canada                     | Inconnu       |
| —                  | Max Truex             | États-Unis                 | Abandon       |
| —                  | Naw Myitung           | Birmanie                   | Abandon       |